# Neophaenis catocala
Neophaenis catocala är en fjärilsart som beskrevs av George Francis Hampson 1911. Neophaenis catocala ingår i släktet Neophaenis och familjen nattflyn. Inga underarter finns listade i Catalogue of Life.